# Die Reise nach Lyon
Die Reise nach Lyon ist ein Film von Claudia von Alemann aus dem Jahr 1981.

## Handlung
Elisabeth ist eine junge Historikerin. Von Deutschland aus, wo sie mit Mann und einer kleinen Tochter lebt, ist sie nach Lyon gefahren, um sich auf „Spurensicherung“ zu begeben. In Lyon hatte 1844, wenige Monate vor ihrem Tod, die Frauenrechtlerin Flora Tristan für eine Weile gelebt. Elisabeth betreibt in Lyon nicht historische Forschung in einem konventionellen Sinn, sie wolle „nicht Dinge erforschen, die man bereits im Voraus wisse“, sagt sie einmal im Gespräch mit einer Antiquarin. Allein durchstreift sie wieder und wieder die Stadt, ausgerüstet nur mit ihrem Notizbuch und einem kleinen Kassettenrekorder. Im Klang ihrer „eigenen Schritte“, vermeint sie den „Widerhall von Floras Schritten“ zu vernehmen, „anderthalb Jahrhunderte später“.
Nur wenige Gesprächspartner findet Elisabeth in Lyon. Am vertrautesten wird sie mit der Wirtin eines alten kleinen Bistros. Einmal befragt Elisabeth sie nach einer Tafel, die neben dem Eingang angebracht ist und auf der an die Erschießung von achtzig Juden im Jahr 1943 erinnert wird.
Neben dieser historischen Ebene des Films gibt es immer auch die Frage, an welchem Punkt in ihrem Leben sich Elisabeth gerade befindet – ob sie sich von ihrem Mann dauerhaft trennen wird. Als sie einen Brief ihres Mannes am Tisch in jenem Bistro liest, kommen ihr Tränen. – Es gibt kleine szenische Andeutungen, dass sie schwanger ist. Einmal bittet sie die Wirtin um mehrere Gewürzgurken, "die seien für eine schwangere Freundin", später muss sie sich urplötzlich heftig übergeben. – Ein anderer Mann taucht auf. Im Frühstücksraum des Hotels, in dem sie wohnt, hatte sie ihn schon einmal bemerkt, als er ihr interessierte Blicke zuwarf. Später trifft sie ihn wieder, „zufällig – vielleicht hätte ich Privatdetektivin werden sollen“. Sie folgt ihm in eine leerstehende Wohnung, nach ein paar gewechselten Worten küssen sie sich. Aber danach wird der Mann im Film nicht wieder zu sehen sein.

## Stilmittel
Neben der „Handlung“ gibt es einen aus dem Off gesprochenen Kommentar Elisabeths. Sie zitiert aus Schriften von und über Flora Tristan und sie stellt eigene Überlegungen zu ihrem Vorhaben, aber auch zum Zusammenleben mit ihrem Mann an. – Der Brief ihres Mannes wird, von einer Männerstimme gesprochen, ebenfalls aus dem Off vorgelesen.
Die Reise nach Lyon ist ein Film, der nicht alles explizit ausstellt und mitteilt:
Dass Elisabeths Interesse überhaupt „Flora Tristan“ gilt, das wird nur der Zuschauer sofort erfassen, der beim Vornamen „Flora“, den Elisabeth immer wieder erwähnt, und bei dem Tagebuchtitel Le tour de France unmittelbar an die Frauenrechtlerin aus dem neunzehnten Jahrhundert denkt. Der vollständige Name „Flora Tristan“ fällt erst spät im Film, als Elisabeth mit einem Historiker spricht.
Auch der Name der Protagonistin selbst, Elisabeth, fällt erst spät, im Gespräch mit dem jungen Mann aus dem Hotel.
Und bereits darüber, ob Elisabeth Deutsche oder Französin ist, gibt es verschiedene Auffassungen.
Vor allem aber gibt der Film dem Zuschauer keine Deutung der Motive und Gefühle Elisabeths und – am Ende des Films – vielleicht von ihr gefasster Beschlüsse vor.

## Auszeichnung
Die Reise nach Lyon wurde 1982 mit dem Preis der deutschen Filmkritik ausgezeichnet.

## DVD
- Claudia von Alemann: Die Reise nach Lyon. Edition Filmmuseum 118, herausgegeben von Film & Kunst GmbH in Zusammenarbeit mit der Deutschen Kinemathek, 2021.